# Lac du Der-Chantecoq
Der Lac du Der-Chantecoq (kurz Lac du Der; Marne-Stausee) liegt in der südlichen Champagne, in der Region Grand Est und ist mit knapp 48 km² der größte Stausee in Frankreich, der bei Wassersportlern wie bei Naturfreunden wegen seiner Lage im dünn besiedelten Nordosten Frankreichs bekannt ist.

## Geschichte
Mit dem Bau des Stausees wurde 1966 begonnen. Er wurde 1974 von Robert Galley und Valéry Giscard d’Estaing eingeweiht. Neben dem Lac du Der wurden im 20. Jahrhundert drei weitere Stauseen in der Region geschaffen: der Seine-Stausee Lac de la Forêt d'Orient (1966) und die Aube-Stauseen Lac Amance (1990) und Lac du Temple.

## Zweck
Als Hauptfunktion dient der Lac du Der als Rückhaltebecken, um das Marne-Tal und im weiteren Verlauf vor allem die Stadt Paris vor Hochwasser zu schützen und in trockenen Hochsommern immer für ausreichenden Wasserstand der Seine in Paris zu sorgen. Der Wasserstand des Sees schwankt stark: er erreicht jährlich im Juni seinen Höchststand (maximal 15 m), um dann bis zum Dezember um bis zu 10 m abzusinken.

## Namensherkunft
Der kommt vom keltischen Wort für „Eiche“, der wichtigste Baum für den Hausbau und die typischen Fachwerk-Kirchen der Region. Chantecoq war eines der drei überfluteten ehemaligen Dörfer, die im heutigen Seegebiet lagen; die beiden anderen waren Nuisement-aux-Bois und Champaubert-aux-Bois.

## Kranich-Etappenziel

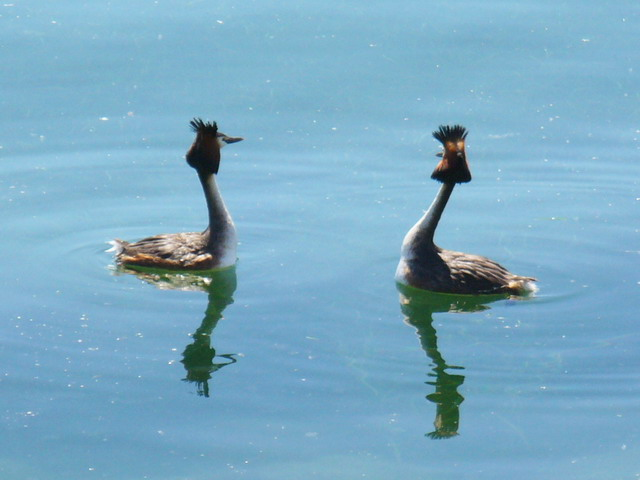
Haubentaucher auf dem Lac du Der-Chantecoq

Bei Vogelfreunden ist der Lac du Der in der französischen Champagne vor allem wegen der durchziehenden und rastenden Kraniche bekannt. Hier sammeln sich jährlich im Herbst Tausende von Kranichen. Am Sonntag,  3. November 2019 wurden 268.120 Kraniche gezählt, neuer Allzeit-Rekord für alle Rastplätze auf der westlichen Zugroute. Dieser lag bei 206.000 Kranichen aus dem Jahr 2014, ebenfalls am Lac du Der (siehe Weblinks).
Von der Champagne fliegen die Kraniche dann in zwei weiteren Etappen bis zu ihren Winterquartieren in Südfrankreich und der spanischen Extremadura, einige fliegen noch weiter bis nach Marokko. Inzwischen verbringen auch etwa 8.000 Kraniche den Winter am Lac du Der-Chantecoq. Zum Frühjahr (Ende Februar/Anfang März) kehren die Kraniche auf demselben Weg wieder ins nördliche Europa zurück.
Auch Uferschwalben sind im Sommer in großer Zahl vorhanden. Zahlreiche Greifvögel nisten hier.

## Touristik

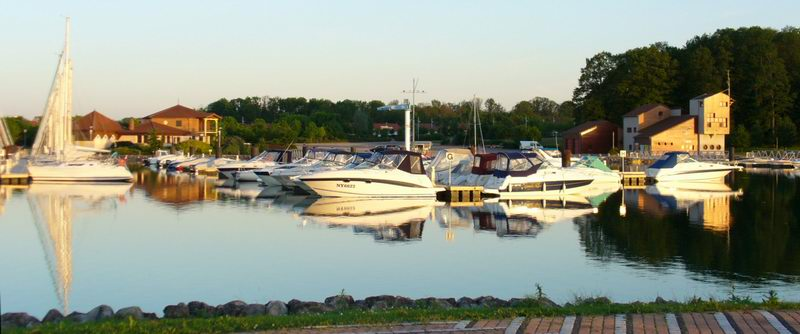
Hafen Giffaumont Champaubert

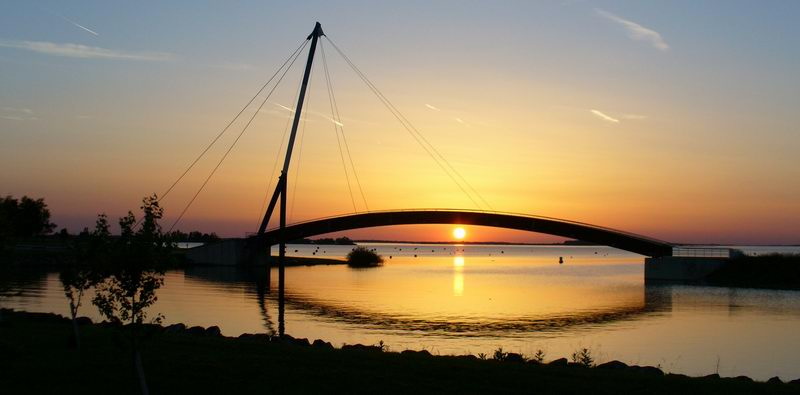
Hafen Giffaumont Champaubert

- Straße der Fachwerkkirchen und Kirchenfenster aus dem 16. Jahrhundert
- Freilichtmuseen
- Schlösser
- Hafen für Segelboote/Motorboote – Wassersport
- Badestrände
- Campingplätze

## Weblinks

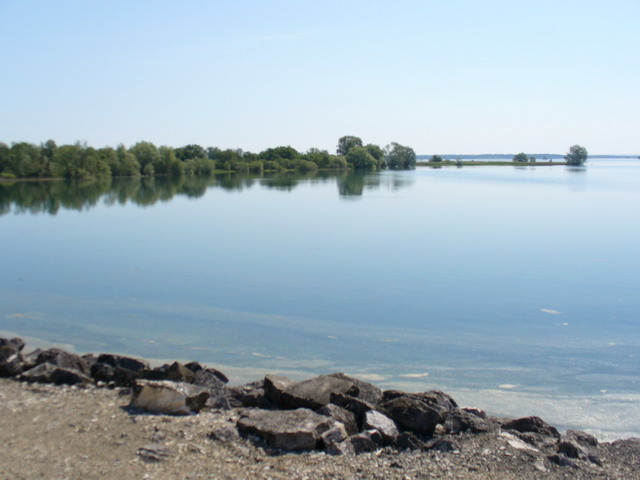
Lac du Der-Chantecoq
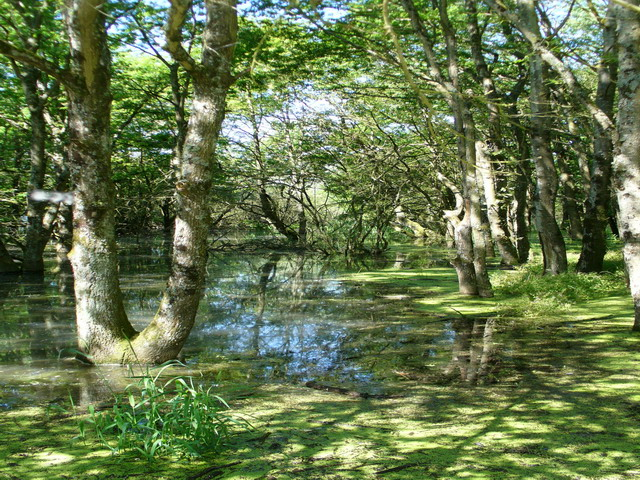
Lac du Der-Chantecoq
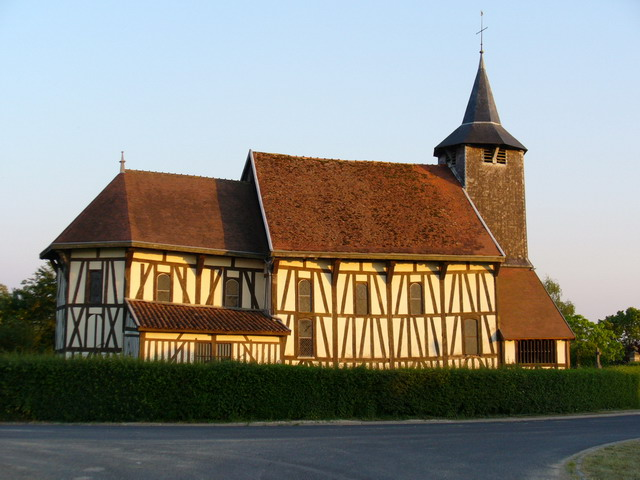
Fachwerkkirche Notre-Dame in Châtillon-sur-Broué
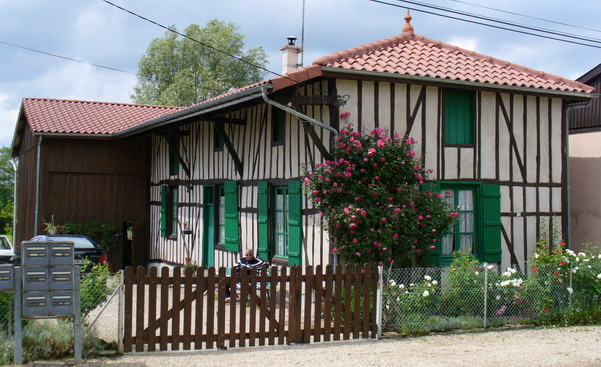
Fachwerkhaus Châtillon-sur-Broué